# عامر خان (بوکسور)
عامر خان، (زادهٔ ۸ دسامبر ۱۹۸۶) بوکسور پاکستانی‌تبار اهل بریتانیا است. از افتخارات وی می‌توان به کسب مدال نقره در بازی‌های المپیک تابستانی ۲۰۰۴ در سبک‌وزن اشاره کرد.